# The Girl from Monday
Pour plus de détails, voir Fiche technique et Distribution.
The Girl from Monday est un film de science-fiction américain écrit et réalisé par Hal Hartley, sorti aux États-Unis en 2005. 
Qualifié par Hartley lui-même de « faux film de science-fiction qui parle de la vie telle que nous la menons aujourd’hui », The Girl from Monday est à la fois une comédie, un drame et une satire sociale.
Dixième long métrage du réalisateur indépendant américain Hal Hartley, ce film fait écho aux œuvres précédentes que sont The Book of Life et No Such Thing, le premier pour l'usage de la vidéo numérique et la voix-off en ligne directrice, le second pour les emprunts au film de genre servant de support à la critique sociale (No Such Thing est un film fantastique, The Girl From Monday un film de science-fiction). Il signe ainsi une rupture avec les œuvres précédentes du cinéaste que sont L'Incroyable Vérité (1989), Trust Me (1990), Simple Men (1992), ou encore Henry Fool (1997, prix du scénario du Festival de Cannes cette année-là), généralement classées parmi les comédies romantiques.

## Synopsis
Dans un futur proche, une extra-terrestre venant d'un monde où les êtres ne possèdent pas de corps arrive sur Terre et prend la forme d'une jeune femme pour partir à la recherche d'un autre extra-terrestre perdu sur notre planète depuis des années. Celui-ci n'est autre que Jack Bell, l'initiateur de la révolution qui vient de libérer la ville de New York en instaurant la dictature du consommateur, un système où les individus ont une valeur cotée sur le marché selon leur activité sexuelle. Mais, horrifié par la déshumanisation à laquelle il a lui-même contribué, Jack est également à la tête d'un réseau clandestin de contre-révolutionnaires luttant contre l'État-entreprise...
Elle essaiera de le convaincre de repartir ; lui, est accro à l'humanité.

## Fiche Technique
- Titre : The Girl From Monday
- Titre original : The Girl From Monday
- Réalisation : Hal Hartley
- Scénario : Hal Hartley
- Musique : Hal Hartley
- Photographie : Sarah Cawley-Cabiya
- Montage : Steve Hamilton et Hal Hartley
- Pays de production :  États-Unis
- Genre : Comédie dramatique, science-fiction
- Durée : 84 minutes

Dates de sorties : 
- - États-Unis : 26 janvier 2005
  - France : 15 octobre 2013

## Distribution
- Bill Sage : Jack Bell
- Sabrina Lloyd : Cecile
- Tatiana Abracos : The Girl From Monday
- Leo Fitzpatrick : William
- DJ Mendel : Abercrombie
- James Urbaniak : Funk
- Juliana Francis : Rita

## Production
Par volonté artistique de Hartley et suivant les expérimentations entreprises dans The Book of Life concernant la vidéo, The Girl From Monday a entièrement été réalisé à l'aide d'une caméra digitale bon marché (une Sony DCR-VX2000) et avec un budget minimaliste. La volonté, selon l'auteur, étant d'utiliser « Un médium jetable qui malgré cela contienne quelque chose de permanent », pour imiter la « culture contemporaine ».
Une première version du script fut écrite en 1999 par Hartley, en réponse à une commande de film « d'art sexuellement explicite ». Après que les fonds et la volonté de financer ce projet ont disparu, Hartley s'est trouvé libre d'écrire une nouvelle version (2004), selon ses dires sans l'obligation d'en faire un film interdit aux moins de 18 ans.
Le film a été réalisé durant l'hiver 2004, à New York. Les scènes se déroulant près de l'océan ont pour leur part été tournées au Costa Rica, chez l'époux de Sarah Cawley-Cabiya (directrice de la photographie).

## Accueil
Aux États-Unis, l'accueil du film fut pour le moins mitigé   : pour le New York Times, « The Girl From Monday débute sur une idée satirique d'une grande intelligence puis s'effondre sur lui-même en essayant de raconter une histoire originale et cohérente. » ("The Girl From Monday, begins with a clever satirical premise, then stumbles all over itself trying to tell a coherent, original story."), tandis que pour le Chicago Reader, « [The Girl From Monday], ingénieusement tourné en DV, est une suite futuriste encore plus féroce dans la satire sociale [que le film précédent de Hartley, No Such Thing], et ses dialogues pince-sans-rire sont hilarants. » ("This futuristic follow-up, resourcefully shot in DV, is even wilder in its social satire, and its deadpan dialogue is hilarious."). De manière générale, en positif ou en négatif, le film a dérouté en ce qu'il confirmait la rupture engagée lors de la réalisation de The Book of Life avec les œuvres précédentes de l'auteur, qui avaient fait sa renommée (Trust Me, Simple Men, etc.).
En France, le film n'a reçu aucun accueil critique, n'y ayant pas été distribué avant 2013. La distribution du film en France à partir d'août 2013 au format DVD (version originale sous-titrée) marque le retour de Hal Hartley dans ce pays, où aucune de ses œuvres n'a été distribuée depuis 1999, la dernière étant The Book of Life, film produit par Arte.